# ディス・ネヴァー・ハプンド・ビフォア
「ディス・ネヴァー・ハプンド・ビフォア」（原題: This Never Happened Before）は、2005年にポール・マッカートニーが発表した楽曲。アルバム『ケイオス・アンド・クリエイション・イン・ザ・バックヤード』収録。

## 概要
愛の唯一無二さを歌った、ポールにとっては典型的なラヴソング。
2006年の映画「The Lake House」の主題歌になった。サウンドトラックにはイントロが省かれたバージョンが収録されている。
また、この曲にはシングル化の計画があったが、取りやめになった。その理由は定かではない。なお、シングル化の際に一緒に収録予定だった「A Modern Dance」「Perfect Lover」「Watching My Fish Drown」の3曲は未だに未発表のままである。

## 演奏
- ポール・マッカートニー ボーカル,グランド・ピアノ,ベースギター,エレキギター,ドラムス,ドラムマシン

- ミレニア・アンサンブル ストリングス,ブラス